# Lipová (okres Cheb)
Obec Lipová (německy Lindenhau) se nachází v okrese Cheb v Karlovarském kraji, přibližně 10 km jihovýchodně od Chebu. Žije zde 747 obyvatel.

## Historie
První písemná zmínka o obci pochází z roku 1785.

## Obyvatelstvo
Při sčítání lidu v roce 1921 zde žilo 281 obyvatel, z nichž bylo 278 německé národnosti a tři byli cizozemci. Všichni se hlásili k římskokatolické církvi.
| Rok            | 1869 | 1880 | 1890 | 1900 | 1910 | 1921 | 1930 | 1950 | 1961 | 1970 | 1980 | 1991 | 2001 | 2011 |
| -------------- | ---- | ---- | ---- | ---- | ---- | ---- | ---- | ---- | ---- | ---- | ---- | ---- | ---- | ---- |
| Počet obyvatel | 373  | 324  | 258  | 318  | 301  | 281  | 300  | 180  | 217  | 240  | 274  | 283  | 305  | 306  |
| Počet domů     | 67   | 69   | 69   | 64   | 62   | 63   | 64   | 61   | 170  | 50   | 66   | 82   | 89   | 102  |

| Rok            | 1869  | 1880  | 1890  | 1900  | 1910  | 1921  | 1930  | 1950 | 1961 | 1970 | 1980 | 1991 | 2001 | 2011 |
| -------------- | ----- | ----- | ----- | ----- | ----- | ----- | ----- | ---- | ---- | ---- | ---- | ---- | ---- | ---- |
| Počet obyvatel | 2 191 | 2 084 | 1 848 | 1 840 | 1 870 | 1 816 | 1 983 | 837  | 789  | 606  | 556  | 546  | 562  | 654  |
| Počet domů     | 67    | 69    | 69    | 64    | 62    | 63    | 64    | 61   | 170  | 50   | 66   | 82   | 89   | 102  |

## Pamětihodnosti
- Venkovské usedlosti čp. 1, 5, 17, 18 a 60
- Železná hůrka – národní přírodní památka v katastrálním území obce

## Doprava
Kolem obce vede železniční trať Plzeň – Cheb se zastávkou Lipová u Chebu.

## Části obce
- Lipová (k. ú. Lipová u Chebu)
- Dolní Lažany (k. ú. Dolní Lažany u Lipové)
- Dolní Lipina (k. ú. Dolní Lipina a Horní Lipina)
- Doubrava (k. ú. Doubrava u Lipové)
- Horní Lažany (k. ú. Horní Lažany u Lipové)
- Mechová (k. ú. Mechová)
- Mýtina (k. ú. Mýtina, Mýtina I, Kozly u Lipové a Oldřichov u Lipové)
- Palič (k. ú. Palič)
- Stebnice (k. ú. Stebnice a Žírnice)

## Galerie

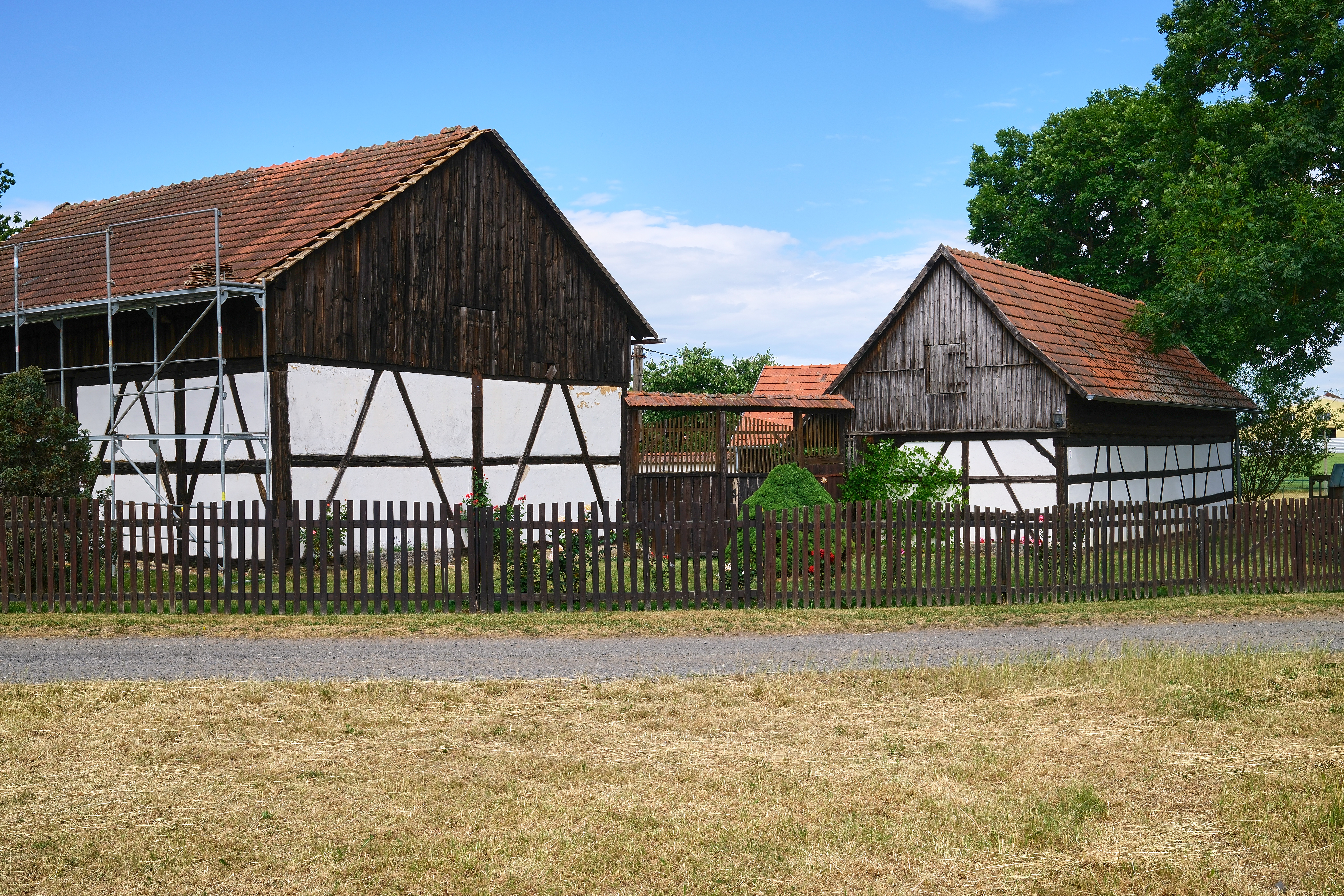
Usedlost Lipová 1
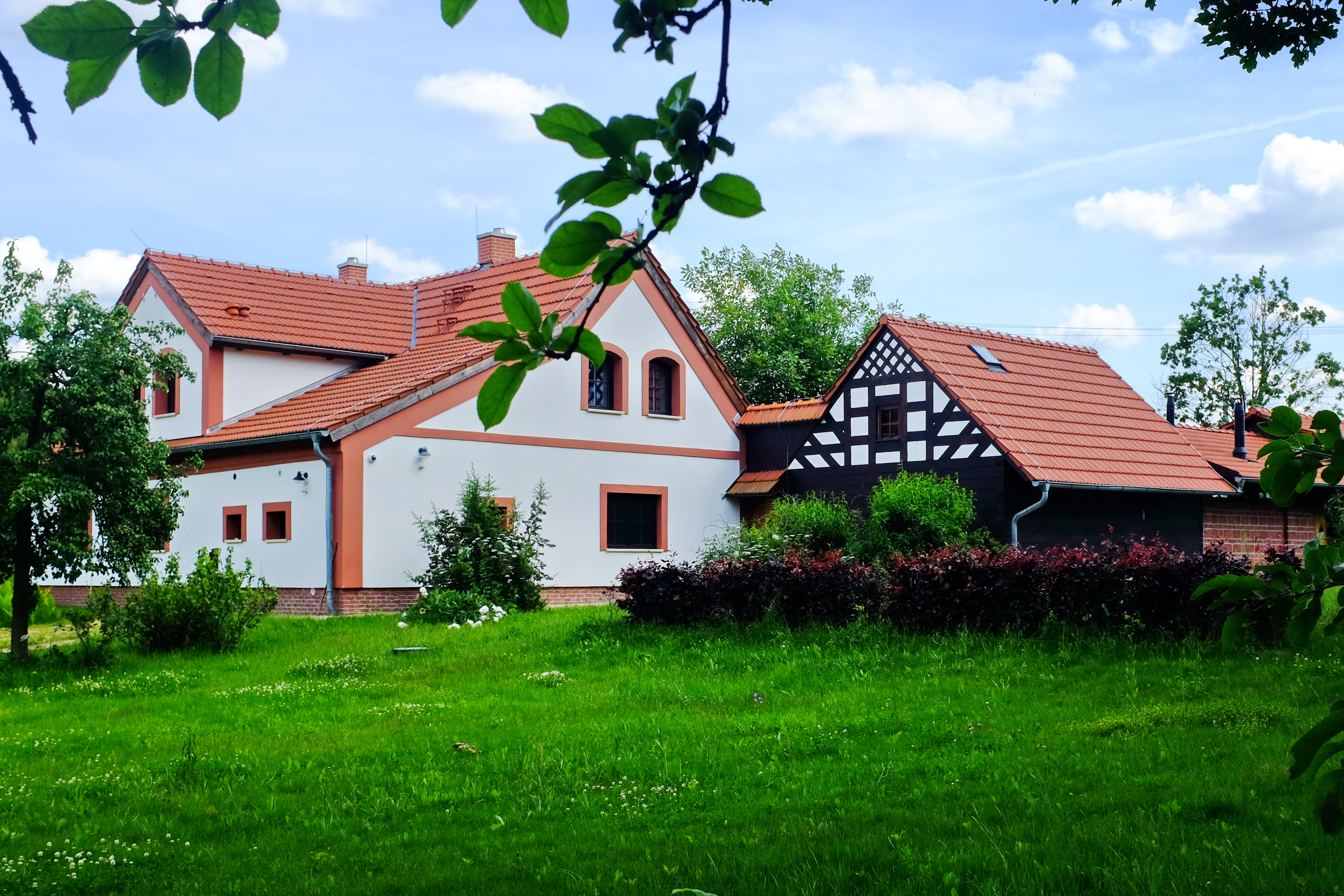
Usedlost Lipová 2
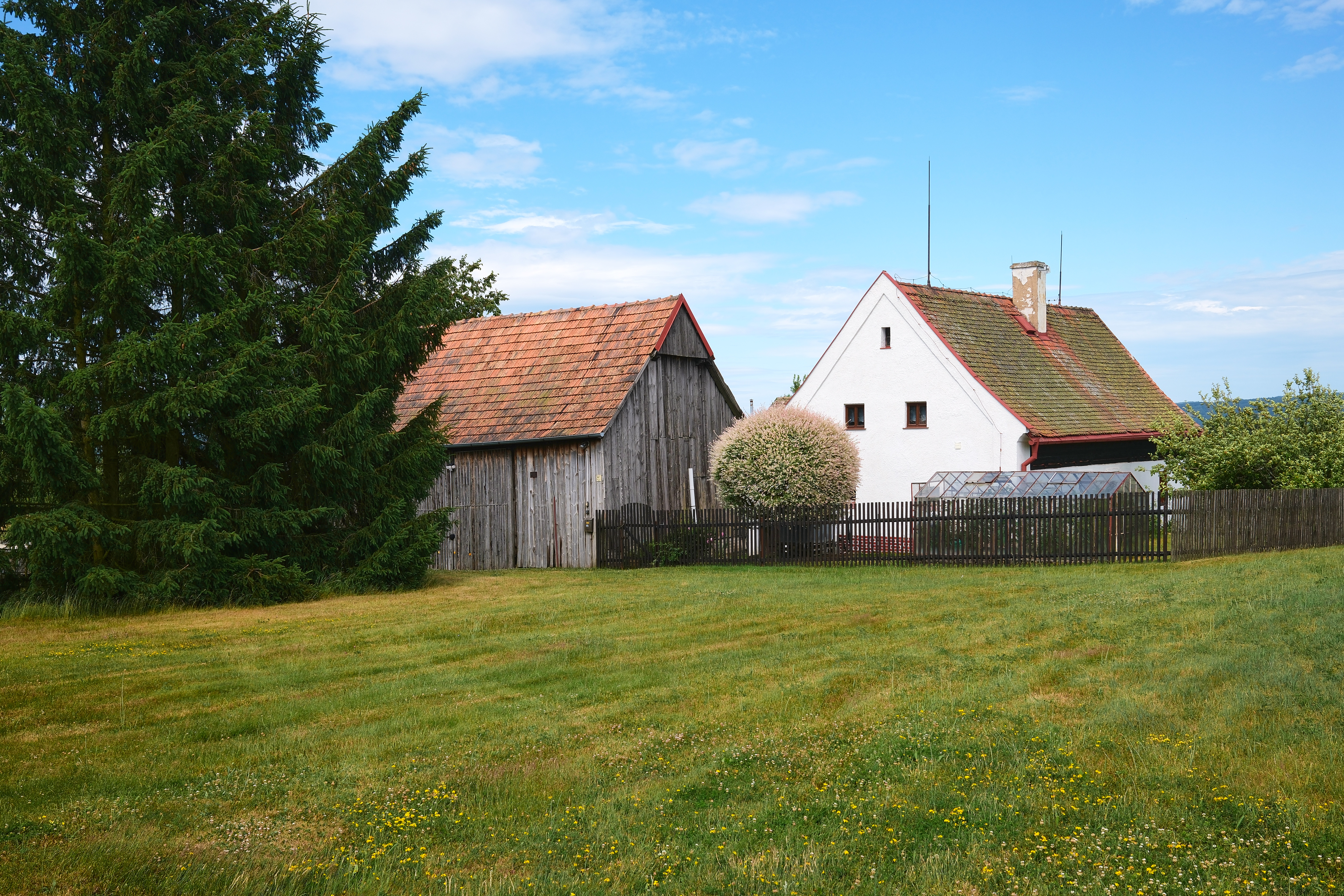
Usedlost Lipová 5
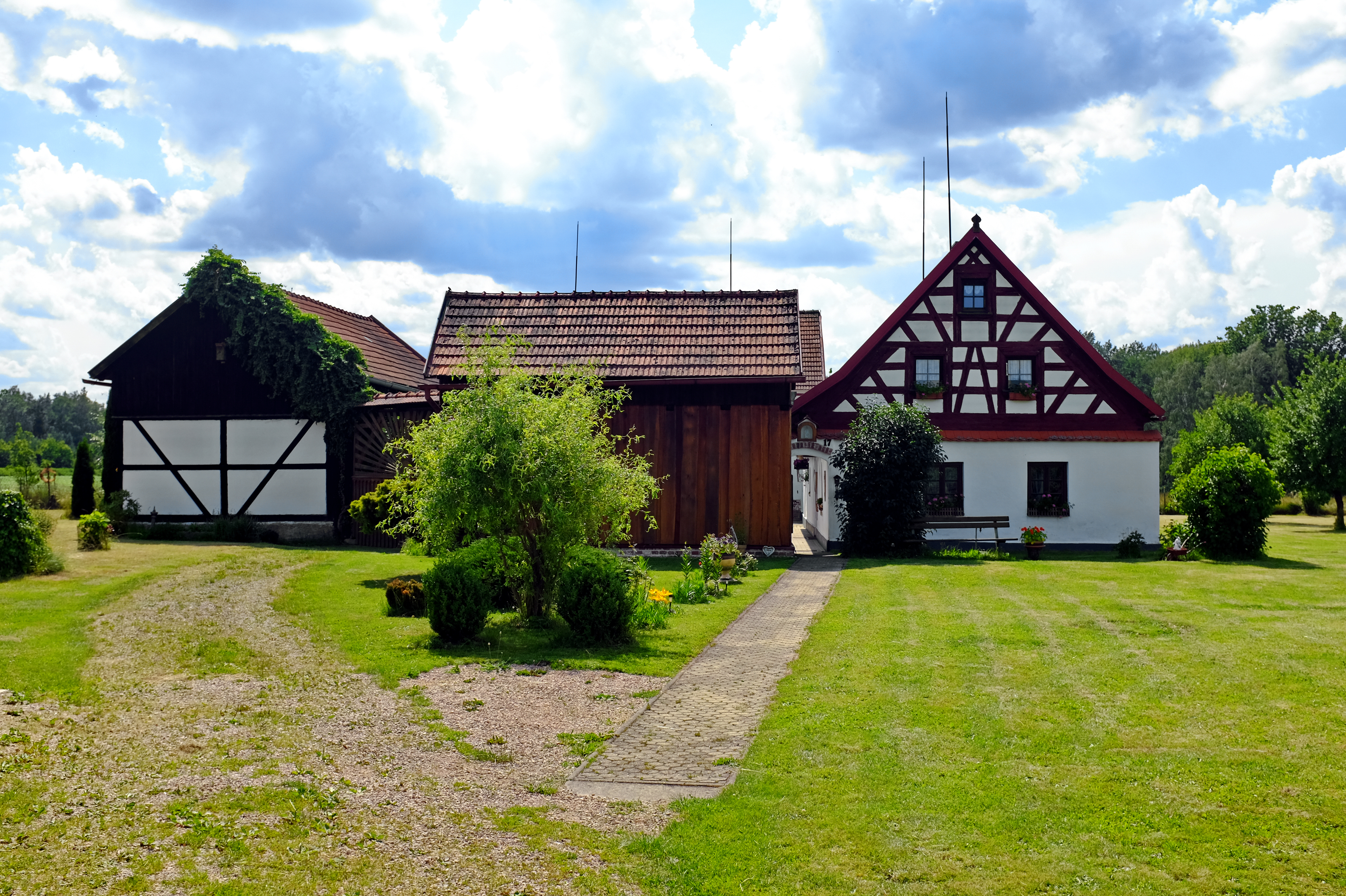
Usedlost Lipová 17
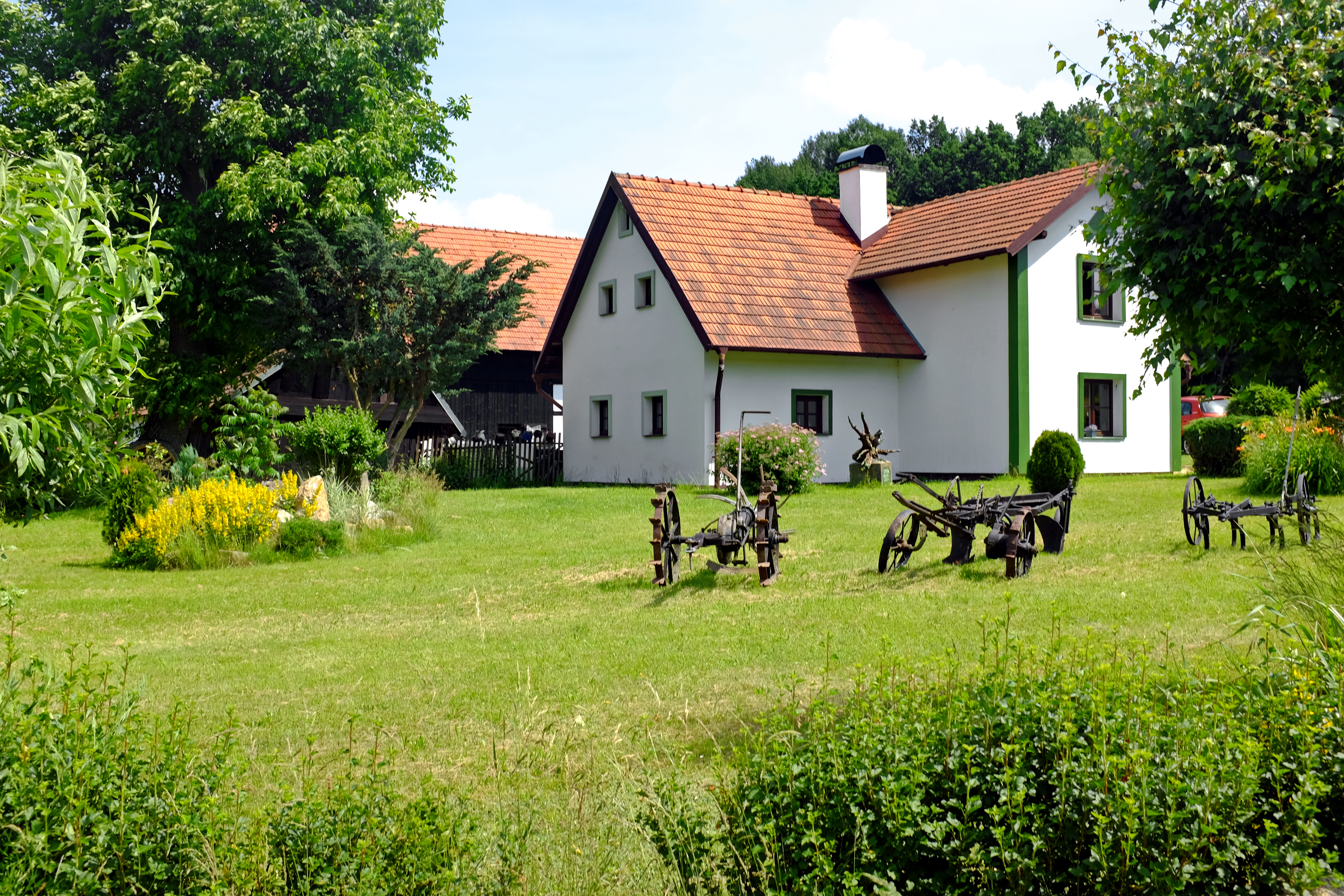
Usedlost Lipová 60